# Stellartriangulation
Die Stellartriangulation ist ein Verfahren der Geodäsie, insbesondere der Landesvermessung, bei dem die Zielpunkte nicht mit direkter Winkelmessung, sondern durch fotografische Aufnahmen vor dem Hintergrund des Sternhimmels eingemessen werden.
Dabei müssen die verwendeten Hochziele – Ballons, ballistische Flugkörper (z. B. Höhenforschungsraketen) oder künstliche Erdsatelliten – zunächst gar nicht mit Koordinaten bekannt sein. Man kann ihre Position, wenn sie von mehreren Bodenstationen gleichzeitig aufgenommen werden, entweder mit Schnittmethoden (Vorwärtsschnitt oder Schnittebenen) bestimmen oder aus der Berechnung gänzlich eliminieren.
Das Verfahren wurde als Stellartriangulation (Triangulation mittels Sternen) bereits in den 1950er-Jahren vom finnischen Geodäten Yrjö Väisälä entwickelt und mittels hochfliegender Ballonsonden erfolgreich erprobt. Väisälä konnte damit die Verbindungslinie Helsinki–Turku, die wegen 150 km Länge für Messungen entlang der Erdoberfläche viel zu groß ist, mit einer Richtungsgenauigkeit von unter einer Winkelsekunde (1″) bestimmen. Damals war dies etwa zweimal besser als das an sich hervorragende Triangulationsnetz von Finnland und ermöglichte außerdem durch die neuartige Methodik eine völlig unabhängige Kontrolle der Landesvermessung.
Diese Methodik stützt sich auf die Nutzung des Sternhimmels als Referenzfläche. Die Flugkörper (ab 1959 auch Satelliten) werden gleichzeitig von zwei Satellitenstationen fotografisch eingemessen, indem ihre am Himmel gezogene Spur in Punkte „zerhackt“ und vor dem Sternhintergrund abgebildet wird.
Nach der Ausmessung der Fotoplatten mit Hilfe astrometrischer Auswertegeräte (oder alternativ: mittels Photogrammetrie) werden die Beobachtungsvektoren jedes Spurpunktes zur Definition einer Ebene verwendet, die von allem Anfang an im Koordinatensystem der Sterne festgelegt, also absolut orientiert ist. Diese Tatsache ist eine der zwei Errungenschaften der Methode.
Die zusammengefassten Ebenen beider Bodenstationen werden dann abermals zum Schnitt gebracht, was den genauen Verbindungsvektor zwischen den Satellitenkameras ergibt. Durch die absolute Orientierung ist das Ergebnis frei von der Lotabweichung, welche die terrestrische Vermessung zwischen Kontinenten bis 1960 auf Genauigkeiten von etwa 100 Meter beschränkt hat.

## Satellitentriangulationen
Nach dem Prinzip der Stellartriangulation wurden in den 1960er und 1970er-Jahren weltweit mehrere interkontinentale Satellitentriangulationen durchgeführt, was bis dato wegen der Erdkrümmung technisch undurchführbar war. Beim Netz der SAO (USA) über vier Kontinente konnten erstmals Messstrecken über 5000 km bestimmt werden, wofür die Ballonsatelliten Echo 1 und Echo 2 als Hochziele dienten (Bahnhöhen zwischen 1000 und 1500 km). Die Genauigkeit betrug einige Meter, was die bisherigen Daten um den Faktor 10–20 übertraf. Ähnliches erreichte man mit dem sehr dichten Westeuropa-Netz namens WEST (West European Satellite Triangulation).
Bemerkenswert war auch das 1973–1974 fertiggestellte Weltnetz der Satellitentriangulation, für das einige Dutzend internationale Beobachtungsteams tausende Fotoplatten auf insgesamt 46 Stationen in aller Welt belichteten. Nur die Sowjetunion und China entzogen sich dieser bis dato einmaligen globalen Kooperation. Etwa die Hälfte der mit ballistischen Kameras vom Typ BC-4 gewonnenen Platten wurde zwar korrekt (mit Sternen und dem vorausberechneten Satelliten) aufgenommen, misslang aber auf den 1–2 jeweiligen Gegenstationen (meist wegen überraschender Bewölkung oder zu starkem Wind). Diese kalkulierten Ausfälle wurden durch die große Überbestimmung beim Netzausgleich wettgemacht.

## Weltweites Bezugssystem
Die 46 Bodenstationen (in 3000- bis 5000-km-Distanzen) waren nun erstmals auf ± 5 m in einem weltweiten Bezugssystem bekannt, nach Kombination mit einem Doppler-Satellitennetz sogar auf ± 3 m. Über alle Kontinente reichend, konnte dieser Gütestatus erst mit der Nutzbarkeit des GPS (ab etwa 1990) in den Dezimeter-Bereich gesteigert werden (heute bereits im cm-Bereich, siehe ETRS und ITRF). Weitere dieser frühen Forschungsprojekte der Satellitengeodäsie (Ausgleichung, bessere Refraktionsmodelle, Zeitsystem usw.) kommen bis heute den modernen Methoden der Satellitenortung und -Navigation zugute.

## Vorteile
Das Prinzip der Stellartriangulation ist bestechend einfach und hat zwei wesentliche Vorteile:
- der direkte, absolute Raumbezug im Koordinatensystem der Sterne (Rektaszension und Deklination)
- und die Kontinent-überspannende Reichweite (ein 1500 km hoher Satellit ist bis zu 3000 km weit sichtbar)

## Praktischer Nachteil
- Die Stellartriangulation erfordert die gleichzeitige Sichtbarkeit von Satelliten an mindestens zwei (besser drei) weit entfernten Bodenstationen bzw. Sternwarten. Dass dies im Weltnetz etwa tausendmal gelungen ist, hat zum Erfolg des ersten Weltnetzes wesentlich beigetragen. Die heutige weltweite Geodäsie vermeidet diesen Nachteil der Wetterabhängigkeit durch Übergang von Licht- zu Mikrowellen (GPS, Galileo) und hat auch viel einfachere Möglichkeiten der Kommunikation bei derart weit entfernten Messtrupps.